# Pandanus aldabraensis
Pandanus aldabraensis là một loài thực vật thuộc họ Pandanaceae. Đây là loài đặc hữu của Seychelles. Chúng hiện đang bị đe dọa vì mất môi trường sống.